# Garfield Smith
Garfield Smith (Campbellsville, 18 novembre 1945) è un ex cestista statunitense, professionista nella NBA e nella ABA.

## Carriera
Venne selezionato dai Boston Celtics al terzo giro del Draft NBA 1968 (32ª scelta assoluta).
Con gli Stati Uniti disputò i Campionati mondiali del 1970.